# Till Eulenspiegel

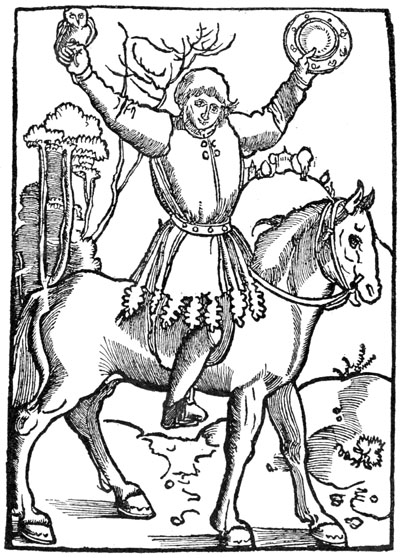
Till Eulenspiegel képe a mű 1515-ös kiadásából

Nem tévesztendő össze Charles De Coster Thyl Ulenspiegel című regényével.
Till Eulenspiegel, névváltozatai: Dyl, Thyl, Thyle Ulenspiegel; alnémet: Ulenspegel; népi hős, a német Naszreddin Hodzsa. A nép ajkán élő történeteket először 1450 körül gyűjthették össze. Az első két kiadás elveszett: ezek 1478 körül, és 1483 körül jelentek meg Lübeckben; az első 46, a második 89 történettel. A kettő közötti gyűjtést és átdolgozást egy Benedek rendi szerzetes végezte.
A legrégibb fennmaradt kiadás az 1510-es strassburgi kiadás, aminek címe „Ein kurtzweilig lesen von Dyl Ulenspiegel...” (német nyelven: Rövid olvasmány Till Eulenspiegelről...). Ez a második kiadáshoz képest még öt történetet tartalmaz felnémet átdolgozásban. Ennek szerzője Hermann (Hermen) Bote braunschweigi városi írnok, aki tartós népszerűséget szerzett a tréfacsináló szegénylegény, Till Eulenspiegel kalandjainak írásba foglalásával.
A mű a történeteket egységes szerkezetbe foglalja, és főhősének egész életére kiterjednek. A történeteket kifejező, népies nyelven beszéli el.
Till Eulenspiegel a 14. század első felében élt. Paraszti családból származott. Kneitlingenben született, és feltehetően Mölln bei Lübeckben halt meg. Két jelképét neve is őrzi, a baglyot (Eulen) és a tükröt (Spiegel). A társadalmat a szegény néprétegek oldaláról kritizálja. Csínyeivel megcélozza az összes társadalmi réteget. Tréfás, szellemes, sőt nem egyszer trágár is.
A népkönyv ismert és elterjedt volt a német nyelvterületen. Sok német író és költő felhasználta műveiben. Nevezetesebb átdolgozásai és felhasználásai:
- Johann Fischart verses átdolgozása 1572-ből
- Thomas Murner
- Hans Sachs
- Johann Nestroy
- Frank Wedekind
- Gerhart Hauptmann
- Adam Kuckhoff
- Günther Weisenborn

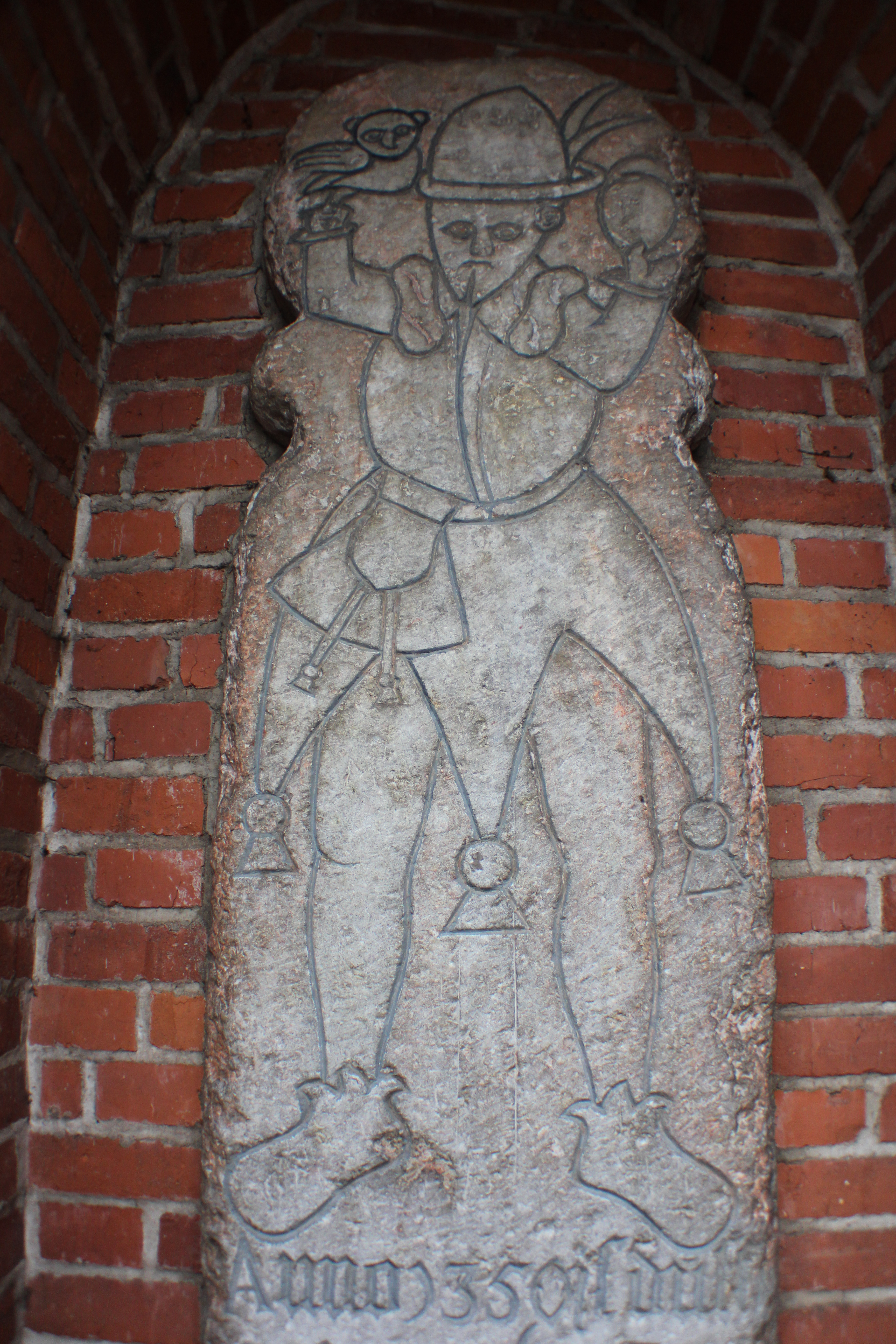
Till Eulenspiegel (Mölln)

A 16. században több nyelvre is lefordították, így hollandra, franciára, dánra, angolra és latinra is. A lengyel kiadás a 17. században jelent meg. 
Világirodalmi jelentőségűvé igazán csak Charles De Coster „La Légende de Thyle Ulenspiegel et de Lamme Goedzak” című regénye tette, amiben Eulenspiegelt a németalföldiek és a spanyolok harcának idejébe helyezte. A regény 1878-ban jelent meg.
Charles De Coster regényét magyarra először Bálint Lajos és dr. Éber László fordította, és a Révai Testvérek adták ki Thyl Ulenspiegel címmel a 20. század első felében. A második kiadás Szabó Lőrinc és Illyés Gyula fordítását tartalmazta, és az Európa Könyvkiadó adta ki 1957-ben. Harmadszorra 1964-ben, Till Eulenspiegel kópéságai címmel adták ki Lengyel Balázs fordításában.
Zenei feldolgozások is születtek: 
- Richard Strauss: „Till Eulenspiegels lustige Streiche” (Till Eulenspiegel vidám csínyjei) szimfonikus költemény, 1890
- Emil Nikolaus von Reznicek „Till Eulenspiegel” opera, 1902

Eulenspiegel ténylegesen élt, (kb.) 1300-ban, Kneitlingenben született és 50 évvel később Möllnben halt meg. Möllnben minden évben megemlékeznek róla színművek keretében. A kútra épített szobrának ha megsimítjuk cipőjét a babona szerint szerencsések leszünk.